# Black Rock (Trinidad y Tobago)
Black Rock es una localidad de Trinidad y Tobago, que forma parte de la parroquia de St. Patrick.

## Geografía
La localidad abarca parte de la isla de Tobago y limita al norte con Plymouth (localidad perteneciente a la parroquia de St. David), al sur con Orange Hill, al este con Mary's Hill y Whim (ambas localidades pertenecientes a la parroquia de St. David) y al oeste con el mar Caribe y Mt. Irvine-Black Rock.

## Demografía
Datos demográficos de la localidad de Black Rock:
| Gráfica de evolución demográfica de Black Rock entre 2000 y 2011 |
|                                                                  |